# 倉敷市保健所
倉敷市保健所（くらしきしほけんじょ）は、地域保健法に基づき岡山県倉敷市に置かれている保健所である。倉敷市は中核市であるため、国から二号市に指定されている。

## 経緯
- 2002年（平成14年） － 4月1日をもって倉敷市は中核市になり、国から保健所政令市（二号市）に指定され、倉敷市役所所轄の倉敷市保健所が発足。
- 2002年（平成14年） － 倉敷市笹沖に、くらしき健康福祉プラザ及び、倉敷市保健所が完成。
- 2005年（平成17年） － 真備町・船穂町が編入され、岡山県保健所から倉敷市保健所に管轄が移管される。

## 所在地・組織
岡山県倉敷市笹沖170
- 保健課
- 健康づくり課
- 生活衛生課
- 衛生検査課

## 交通手段
- JR倉敷駅からバスで「くらしき健康福祉プラザ前」下車
- JR倉敷駅から車で約10分[1]

## 保健施設
- 児島保健福祉センター　－　倉敷市児島小川町3681-3　（児島支所内）

管轄：児島支所区域
- 玉島保健福祉センター　－　倉敷市玉島阿賀崎1-1-1　（玉島支所内）

管轄：玉島支所区域
- 真備保健福祉センター　－　倉敷市真備町箭田1161-1　（真備支所内）

管轄：旧真備町域
- 水島保健福祉センター　－　倉敷市水島北幸町1-1　（水島支所内）

管轄：水島支所区域